# Maria Dilnah
Maria Dilnah (Araraquara, 19 de setembro de 1934) é uma atriz brasileira.

## Carreira
Sua carreira teve início no teatro e na televisão, já na década de 1950. No cinema, estreou com Osso, Amor e Papagaios (1957).[carece de fontes?] No mesmo ano, vieram Absolutamente Certo (no papel de Gina, contracenando com Anselmo Duarte, que também a dirigiu) e Doutora É muito Viva.
Nos anos seguintes, fez outros filmes de sucesso, como Macumba na Alta (1958), de Maria Basaglia, O Preço da Vitória (1959), de Oswaldo Sampaio, e Bruma Seca (1960), de Mario Civelli. Deste último, Maria Dilnah também foi assistente de direção.
Casou-se com o diretor Civelli e abandonou as telas e os palcos.

## Cinema
| Ano  | Titulo                 | Personagem       |
| ---- | ---------------------- | ---------------- |
| 1960 | Bruma Seca             | Helena de Araújo |
| 1959 | O Preço da Vitória     |                  |
| 1958 | Macumba na Alta        | Irene            |
| 1957 | Osso, Amor e Papagaios | Corinha          |
| 1957 | Absolutamente Certo    | Gina             |
| 1957 | Doutora É Muito Viva   | Lúcia            |